# تایشین موریکاوا
تایشین موریکاوا (انگلیسی: Taishin Morikawa؛ زادهٔ ۲۷ سپتامبر ۱۹۹۴) بازیکن فوتبال اهل ژاپن است.